# Cibodas (Cibitung)
Cibodas is een bestuurslaag in het regentschap Sukabumi van de provincie West-Java, Indonesië. Cibodas telt 3673 inwoners (volkstelling 2010).